# MetLife Stadium
El MetLife Stadium (inaugurat com New Meadowlands Stadium) és un estadi situat en el suburbi de Meadowlands a la ciutat d'East Rutherford, Nova Jersey, a prop de la ciutat de Nova York, Estats Units.
L'estadi va substituir a l'antic Giants Stadium que va ser construït el 1976, i es va edificar a l'espai que ocupava l'estacionament de l'antic estadi. El Metlife Stadium és la seu de dos equips de la National Football League: els New York Giants i els New York Jets. És operat per la companyia New Meadowlands Stadium Company, LLC. Meadowlands Stadium, va ser inaugurat el dia 10 d'abril de 2010 amb un partit de Lacrosse, però el 7 de maig va tenir el seu primer partit de futbol que es va disputar entre els seleccionats de Mèxic i l'Equador amb un estadi gairebé ple. La seva estrena per a la pràctica del futbol americà va ser el 16 d'agost de 2010 amb un partit de la setmana 1 de la pretemporada de l'NFL entre els Jets i els Giants, encara que de forma oficial els Giants van ser els triats per a l'estrena a la setmana 1 de la temporada regular 2010/11 de l'NFL el 12 de setembre en un partit davant dels Carolina Panthers.
L'estadi va acollir la Super Bowl de 2014, la Super Bowl XLVIII, la qual va ser la primera Super Bowl en un estadi a l'aire lliure d'una ciutat amb clima fred a l'època de febrer. També va ser la seu de WrestleMania 29, el 7 d'abril de 2013.

## Història
Com que el Giants Stadium s'apropava als 30 anys d'antiguitat, i anava a ser un dels estadis més antics de l'NFL. Els New York Jets, que van ser els accionistes menors del Meadowlands, van intentar construir el seu propi estadi. El proposat West Side Stadium es construiria a Manhattan, però necessitava un important finançament públic. Quan el projecte va fracassar, els Jets es van aliar amb els Giants per construir un nou estadi que finançarien entre els dos equips.

## Instal·lacions
L'estadi té una capacitat per 82.566 persones i 218 llotges de luxe, l'exterior de l'estadi està cobert d'alumini amb llums en el seu interior, el que pot fer que prengui qualsevol color en el seu exterior, aquesta tecnologia és similar a la utilitzada a l'Allianz Arena de la ciutat de Múnic, Alemanya.
L'estadi pot ser verd quan és seu dels New York Jets, blau quan és seu dels New York Giants, vermell quan és seu de concerts i blanc quan és seu d'altres esdeveniments.

## Drets del nom de l'estadi
Allianz, una companyia de serveis financers amb seu a Alemanya, va expressar el seu interès a comprar els drets del nom de l'estadi. La proposta va ser per un període de fins a 30 anys, i es va estimar en un valor d'entre 20 milions i 30 milions de dòlars americans.
Aquesta proposta, no obstant això, va provocar protestes de la comunitat jueva de Nova York i la Lliga Antidifamació, que es va oposar a la mesura a causa dels estrets llaços en el passat entre Allianz i el govern de l'Alemanya Nazi durant la Segona Guerra Mundial.
L'agost de l'any 2011, MetLife adquireix els drets del nom de l'estadi per un període de 25 anys. D'aquesta forma, el recinte serà conegut com a Estadi MetLife.

## Copa d'Or de la CONCACAF2015
| Data               | Fase            | Equip             |     | Resultat |            | Equip      | Espectadors |
| ------------------ | --------------- | ----------------- | --- | -------- | ---------- | ---------- | ----------- |
| 19 de juliol, 2015 | Quarts de final | Trinitat i Tobago | TRI | 1 - 1    | PAN        | Panamà     | 40.000      |
| 19 de juliol, 2015 | Quarts de final | Mèxic             | MEX | 1 - 0    | Costa Rica | Costa Rica | 40.000      |